# 쉐보레 퍼포먼스
쉐보레 퍼포먼스(영어: Chevrolet Performance)는 이전에 "GM 퍼포먼스 파츠"로 알려졌던 자동차 퍼포먼스 부품 브랜드로, 캠축과 실린더 헤드부터 고성능 크레이트 엔진, 최신형 쉐보레 차량용 업그레이드 부품까지 모든 것을 판매한다. 1967년에 트랜스암 카마로 레이스 팀을 지원하기 위해 설립되었다.
쉐보레 퍼포먼스는 미국 전역의 다양한 트랜스암 팀을 지원하는 방법으로 만들어졌지만, 이 브랜드는 일반 대중에게 고성능 부품을 판매할 만큼 충분한 수요를 보았다. 오늘날 쉐보레 퍼포먼스는 성능 부품을 판매할 뿐만 아니라, 쉐보레의 고성능 차량 개발을 돕고 거의 모든 형태의 자동차 경주에서 팀을 지원한다.

## 역사
1967년, 제너럴 모터스는 펜스키 레이싱을 포함하여 GM이 지원하는 다양한 트랜스암 레이싱 팀에 필요한 공장 지원을 논의하기 위한 회의를 가졌다. 처음에는 일반 대중에게 판매할 목적이 아니었으나, 쉐보레는 차량에 부품을 원했던 늘어나는 자동차 애호가들에게 판매할 기회를 보았다. 그리고 그 회의에서 GM 퍼포먼스 파츠가 탄생했다.
다음 2년간은 회사 발전에 중요한 역할을 했다. 1968년에는 상징적인 3세대 콜벳이 출시되었고, 1969년에는 COPO 카마로가 출시되었다. 이 모델들은 427 엔진을 시장에 선보였고, 이는 쉐보레가 엔진을 크레이트 엔진으로 포장할 수 있게 했다. 이는 회사가 스스로 고안한 개념이었다. 이후 이 브랜드는 GM 차량 기반 프로젝트에 설치하기 위해 개별적으로 판매할 수 있었다.
1970년에는 GM이 NASCAR에 복귀했다. 회사는 모든 쉐보레 엔진을 장착한 NASCAR 팀을 지원했으며, 보관 및 유통 문제를 완화하기 위해 부품을 팀의 지역 쉐보레 딜러십으로 운송했다. 회사의 가장 큰 도약은 주니어 존슨과의 협력에서 비롯되었는데, 그의 팀은 1976년, 77년, 78년에 3년 연속 우승을 차지했다. 이는 데일 언하트의 #3 윈스턴 컵 차량에 GM 퍼포먼스 파츠 로고가 새겨지기 전까지였다.
1980년대에는 브랜드의 가시성이 크게 향상되었다. GM은 18륜 트럭 트레일러를 전국 주요 레이스와 자동차 쇼에 가져가 현장에서 부품을 판매하고, 고객 프로젝트에 대한 안내를 제공하는 회사 대표를 배치했다. 이 브랜드는 워렌 존슨을 후원하여 NHRA 드래그 레이싱에도 진출했으며, 그의 여러 프로 스톡 챔피언십은 브랜드를 새로운 고객층의 선두에 내세웠다. 1989년에는 최초의 독립형 카탈로그가 제공되어 크레이트 엔진과 퍼포먼스 부품을 그 어느 때보다 쉽게 구매하고 고객 문 앞까지 배송받을 수 있게 되었다.
2012년 초, 이 브랜드는 쉐보레 퍼포먼스로 이름이 변경되었고, 단순히 부품뿐만 아니라 차량 및 레이싱으로 초점을 넓혔다.

## 차량
쉐보레 퍼포먼스는 많은 고성능 차량 개발에 기여했다. 2019년 콜벳 ZR1은 2017년 로스앤젤레스 모터쇼에서 쉐보레 퍼포먼스 관계자에 의해 공개되었다. 이 차량은 슈퍼차지 LT5 V8 엔진으로 구동되며, 고옥탄 연료와 고밀도 공기로 755 hp (563 kW) 및 715 lb·ft (969 N·m)의 출력을 낸다. 이 차량은 공장에서 리어 윙 없이 217 mph (349 km/h)의 최고 속도를 가지며, 역대 가장 강력한 콜벳이다. 이 차량은 직경 95mm로 가장 큰 스로틀 바디를 가지고 있다.

### ZL1
2011년 시카고 오토쇼에서 쉐보레 퍼포먼스는 고성능 모델인 카마로 ZL1을 공개했다. 이 차량은 SAE 등급으로 580 hp (433 kW) 및 556 lb·ft (754 N·m)의 LSA 엔진을 특징으로 하여, 역대 가장 강력한 양산형 카마로이다.

### 1LE
쉐보레 퍼포먼스는 SCCA 시리즈 투어링 클래스 레이스에 참가할 자격을 갖추기 위해 수동 변속기가 장착된 모든 카마로에 대한 업그레이드 패키지를 제공한다.

### COPO 카마로
2012년에는 5세대 쉐보레 카마로를 기반으로 한 COPO 카마로가 재출시되었다. 1969년 동명의 차량에 대한 오마주로 설계된 COPO 카마로는 공장 제작 NHRA 스톡 엘리미네이터이다. 단 69대의 COPO만 제작되었으며, 구매 기회는 무작위 선택 과정을 통해 제공되었다. 차량은 세 가지 엔진 옵션을 가졌다: 자연 흡기 427과 두 개의 슈퍼차지 327 엔진, 그리고 2단 파워글라이드 자동 변속기가 장착되었다. 2012년 SEMA 쇼에서 쉐보레 퍼포먼스는 2013년 모델 연식에 대해 69대의 COPO를 추가로 제공할 것이라고 발표했다.

### SS
2014년부터 2017년까지 생산했던 SS는 호주 VF 코모도어를 기반으로 한 풀 사이즈 고성능 세단이었다. LS3 6.2L V-8 엔진이 SS를 구동하며, SAE 인증 기준 415 hp (309 kW) 및 415 lb·ft (563 N·m)의 출력을 내어 약 5초 만에 0에서 60 mph까지 가속할 수 있다. 스티어링 휠에 장착된 TAPshift 패들을 사용하여 수동으로 변속할 수 있는 GM 6L80 변속기와 결합된다.
리어 액슬은 공격적인 3.27 비율을 가지고 있어 가속감을 향상시킨다. 추가적인 섀시 및 서스펜션 특징은 다음과 같다:
맥퍼슨 스트럿 전면 및 멀티 링크 독립형 후면 서스펜션 지오메트리
스포츠 주행에 최적화된 전자식 파워 스티어링 시스템
환기식 14인치(355mm) 2피스 로터와 4피스톤 캘리퍼가 장착된 표준 브렘보 전면 브레이크
초고성능 브리지스톤 타이어가 장착된 단조 알루미늄 휠: 전면에는 19 x 8.5인치 휠에 245/40ZR19 타이어; 후면에는 19 x 9인치 휠에 275/35ZR19 타이어.
핸들링 또한 거의 50/50의 무게 배분과 낮은 무게 중심에 최적화되어 있다. 이러한 특성은 기존 강철 패널보다 30% 가벼운 알루미늄 후드와 리어 데크 리드 덕분에 가능하다.

## 엔진
크레이트 엔진 개념을 창안한 쉐보레 퍼포먼스는 다양한 종류의 크레이트 엔진을 제공한다. 빅블록, 스몰블록, 서클 트랙, LSX, LS 및 E-ROD 카테고리에서 제품을 제공한다.

## 크레이트 파워트레인
개별 엔진 외에도 쉐보레 퍼포먼스는 커넥트 & 크루즈라는 이름으로 완전한 크레이트 파워트레인을 제공한다. 이 패키지에는 엔진, 변속기, 엔진 제어 모듈, 변속기 제어 및 설치 키트가 포함된다. LS3 및 LSA 구성으로 제공되며, 각각 430마력과 556마력을 낸다.

## 변속기
쉐보레 퍼포먼스는 GM 기반 파워트레인에 설치할 수 있는 광범위한 변속기 라인업을 제공한다. 자동 변속기는 하이드라매틱 및 슈퍼매틱 변속기 라인에서, 수동 변속기는 트레멕 라인에서 제공된다.